# Guasayán (departamento)
Guasayán é um departamento da Argentina, localizado na 
província de Santiago del Estero.